# Parafia św. Jadwigi w Gary
Parafia św. Jadwigi w Gary (ang. St. Hedwig's Parish) – parafia rzymskokatolicka położona w Gary w stanie Indiana, Stany Zjednoczone.
Jest ona wieloetniczną parafią w diecezji Gary, z mszą św. w j. polskim dla polskich imigrantów.
Parafia jest pod wezwaniem św. Jadwigi.

## Nabożeństwa w j. polskim
- Niedziela: 10:00